# Парк санаторію «Аркадія»
Парк «Арка́дія»  — парк-пам'ятка садово-паркового мистецтва місцевого значення в Україні. Об'єкт природно-заповідного фонду Одеської області. 
Розташований у місті Одеса, Французький бульвар, 40. 
Площа — 15 га. Статус отриманий у 1972 році. Перебуває у віданні: санаторій «Аркадія». 